# For my DEAREST
『for my DEAREST』（フォー・マイ・ディアレスト）は、1993年3月24日に発売された稲垣潤一13枚目のスタジオ・アルバム。MD（ミニディスク）も発売されている。

## 解説
シングル「僕ならばここにいる」収録。1993年6月10日に「マラソンレース」がリカットされた。
前年「クリスマスキャロルの頃には」が大ヒットした中での発売だが、同曲は収録されていない。

## 制作
全曲において秋元康が作詞を提供。コーラスに村田和人・安部恭弘・ギタリストの河内淳一も参加。

## チャート成績
オリコンチャート初登場2位、ゴールドディスク賞受賞にも輝いている。

## ボーナス・トラック
2002年再発盤のみボーナス・トラック（「もうひとつの夏」「彼女はBLOOD TYPE B（リアレンジバージョン）」）が収録されている。

## 収録曲
全曲作詞：秋元康
1. Too much happiness
作曲：岸正之　編曲：清水信之
2. 彼女はBLOOD TYPE B
作曲：桑村達人　編曲：萩田光雄
シングルカット曲『マラソンレース』C/W曲。
シングルは「リアレンジバージョン」。
3. 僕ならばここにいる
作曲：MAYUMI　編曲：清水信之
ホンダ「ドマーニ」TVCMソング。
4. Impossibility
作曲：松本俊明　編曲：清水信之
5. 女友達
作曲：内田勉　編曲：清水信之
6. マラソンレース
作曲：谷本新　編曲：萩田光雄
リカット曲。同郷バンドHOUND DOGの『ff』をモチーフにした応援歌。
7. 黄昏が目にしみる
作曲：松本俊明　編曲：清水信之
8. It's the end.
作曲：赤塩正樹　編曲：萩田光雄
9. CRESCENDO 〜クレッシェンド〜
作曲：松本俊明　編曲：清水信之
10. もう一つの夏
作曲：松本俊明　編曲：萩田光雄
※2002年再発盤のみ収録。
シングル「あなたがすべて」カップリング。
11. 彼女はBLOOD TYPE B（リアレンジ バージョン）
（作曲：桑村達人　編曲：萩田光雄）
※2002年再発盤のみ収録。
シングル「マラソンレース」カップリング。

## 参加ミュージシャン
1. 清水信之&His Grand Orchestra／Syn,op：田端元　Chorus：伊集加代子、梅垣達志、梅垣ミト
2. Drums：岡本郭男　Bass：渡辺直樹　Keyboards：永田一郎　E.Guitar：松下誠Strings：Joe ストリングス　Syn,op：國本和樹
3. Drums,Keyboards,Bass,Ac.Guitar：清水信之　Guitar：土方隆行　Syn,op：田端元
4. 清水信之&His Grand Orchestra／Syn,op：田端元
5. Drums,Keyboards,Bass,E.Guitar：清水信之　Chorus：安部恭弘、村田和人、河内淳一　Syn,op：田端元
6. Keyboards：永田一郎　E.Guitar：松原正樹　Syn.op 國本和樹
7. Drums,Keyboards,Bass,Ac.Guitar：清水信之　Chorus 安部恭弘、村田和人、河内淳一 Syn,op：田端元
8. Bass：高水健司　Keyboards：永田一郎　E.Guitar：松原正樹　Syn,op：國本和樹
9. 清水信之&His Grand Orchestra／Syn,op：田端元

## 再発盤変遷
2002年1月23日にテイチクエンタテインメント（EXPRESSからファンハウスまでの15枚のアルバム同時リリース）から、2008年1月23日にはUSM JAPAN（EXPRESSからファンハウスまでの15枚と2000年にテイチクより発売された『MY ONE』計16枚のアルバムが同時リリース）からそれぞれ再発盤がリリース。